# Tlalocohyla
Tlalocohyla é um gênero de anfíbios da família Hylidae.
As seguintes espécies são reconhecidas:
- Tlalocohyla godmani (Günther, 1901)
- Tlalocohyla loquax (Gaige & Stuart, 1934)
- Tlalocohyla picta (Günther, 1901)
- Tlalocohyla smithii (Boulenger, 1902)